# 施明雄
施明雄（1939年6月6日—），出生於台灣高雄市。喜愛文學、藝術與電影欣賞，是〈打狗港風雲〉的電影劇本作者，曾獲王育德博士文化研究獎的首獎。

## 生平簡介
- 1939年生於台灣高雄市，為施明正的三弟、施明德的三哥。
- 1962年就讀國防醫學院時，因涉施明德、陳三興、張茂雄、施明正、黃憶源、王清山、邱朝輝、劉金獅、陳春榮、高尾雄、蔡財源、董自得、郭哲雄、宋景松、陳三旺、廖南雄等二十幾人的「台灣獨立聯盟」案被警總判處五年徒刑。（宋景松被判死刑殉難）
- 1967年出獄後，繼續參與黨外選舉運動。
- 美麗島事件後，因先後幫助受難家屬周清玉、許榮淑競選公職成功，被警總列為頑固不良政治異議份子，住處時時被騷擾，當時亦被褫奪公權而不能參選任何公職。出獄政治犯能競選公職是在李登輝接任故世蔣經國擔任中華民國總統解除「戒嚴令和刑法一百條」以後的事情。1981年11月黃昭輝窩藏施明德經警總軍法處輕判有期徒刑六個月，隨即獲釋出獄接受英雄式歡迎，不久即於『幫助施明德逃亡不領五百萬獎金』的大英雄姿態參選高雄市市議員，邀施明雄及施家兄妹助選，施家一口答應。除外余陳月瑛競選高雄縣長也將施掛名在其競選副總幹事之列，這舉動觸怒調查局、警總和警察局，天天派人到施工作場所（祖傳漢醫骨科並獲中醫師檢考及格，但因是政治犯被剝奪特考不得擔任醫師之重罰，後來以另類療法損傷接骨的祖傳技能濟人並自救一家人的生活。）阻止施外出和限制施的行動自由。警總南警部的簡組長於1981年11月3日，終將施一家四口被警總逼迫驅離台灣，在香港歷盡千辛萬苦，經精通英文的Mr. Sam Ho推介給國際特赦組織和聯合國難民署承認為政治良心犯家庭，進而才獲得加拿大政府的「政治難民」庇護，流亡北美。
- 1982年3月10日飛抵加拿大溫哥華，由高寬弘和許建立代表台灣鄉親接機，3月17日才抵達多倫多，由蔡明憲、林哲夫等博士接待。
- 1984年在Senaca Collage完成兩年的ESL有結業證書的公費教育。同時以小說文体書寫白色恐怖年代台灣人政治受難史，發表於《公論報》、洛杉磯《美麗島周刊》，稍後也刊載於林文義主編的《自立晚報》副刊、並開始發表得「王育德博士文化獎」的作品（《打狗港風雲》）在《民眾日報》副刊，時在1998年。
- 1984年7月開始經營便利店生意，在加拿大經商之餘，仍熱心台灣事務，曾任美國FAPA第一、二屆的中央委員。
- 1994年促成民進黨加拿大黨部，擔任第一任主任委員。
- 2001年民進黨取得政權後，施常在國內外的政治評論發表短文，《北美世界日報》（加東版）社長丁侃和公關主任蔡亮亮邀其寫文章因而開一專欄「隨想錄」，迄今已長達七年之久（每周六刊出）。2003年11月，兒子Ted媳婦惠鳳結婚時出版第一專集《寬恕、包容、愛灑台灣》，新台灣研究文教基金會發行。

## 著作
- 《台灣人受難史》；1998年，前衛出版社
- 《施家三兄弟的故事》；1998年，前衛出版社
- 《寬恕、包容、愛灑台灣》；2003年，新台灣研究文教基金會